# Артур Персіваль
Артур Ернест Персіваль (26 грудня 1887 — 31 грудня 1966) — британський військовий діяч, генерал. Пройшов службу в Першій світовій війні і зробив успішну військову кар'єру в міжвоєнний період, але найбільш відомий своєю поразкою в Другій світовій війні, коли він командував силами Британської Співдружності під час японської-малайської кампанії, і у битві за Сингапур.

## Молоді роки
Артур Ернест Персіваль народився 26 грудня 1887 року в селі Еспенден біля Бантінгфорда в Гартфордширі в Англії. Він був другим сином Альфреда Реджинальда і Едіт Персіваль (уроджена Міллер). Після закінчення школи Артур Персіваль пішов працювати клерком в лондонську компанію «Naylor, Benzon & Company Limite», яка торгувала залізом. У перший же день Першої світової війни він записався на курси з підготовки офіцерів, і п'ять тижнів по тому отримав тимчасове звання молодшого лейтенанта. До листопада його підвищили до капітана. У наступному році він був відправлений до Франції разом зі щойно сформованих 7-м батальйоном Бедфордшірського полку, який в лютому 1915 року став частиною 54-ї бригади 18-ї (Східної) дивізії. Під час битви на Соммі він у вересні 1916 року був важко поранений шрапнеллю в чотирьох місцях, коли вів свою роту в атаку на редут «Швабен». За цей бій він був нагороджений Військовим хрестом. Будучи в госпіталі, Персіваль в жовтні 1916 року одержав постійну посаду капітана Ессекського полку, в той же час зайнявши тимчасову посаду майора у своєму колишньому полку. У 1917 році він став командиром батальйону з тимчасовим званням підполковника. Під час німецького Весняного наступу 1918, Артур Персіваль очолив контратаку, що врятувала від захоплення підрозділ французької артилерії, за що був нагороджений французькою нагородою «Croix de guerre». У травні 1918 року він короткий час був командиром 54-ї бригади.
Артур Персіваль закінчив війну, отримавши орден «За видатні заслуги» та рекомендацію в Штабний коледж.

## Міжвоєнний період

### Росія
Навчання Персіваля було перерване у 1919 році, коли він відправився добровольцем для служби в Архангельському командуванні Британської військової місії в ході іноземної інтервенції під час Громадянської війни в Росії. Перебуваючи другим по вертикалі командування 45-го полку Королівських стрільців, на початку серпня 1919 року заробив планку до свого ордену «За видатні заслуги», коли під час операції в районі Північної Двіни взяв в полон близько 400 червоноармійців.

### Ірландія
У 1920 році Артур Персіваль служив в Ірландії, борючись проти ІРА під час англо-ірландської війни спочатку як командир роти, а потім — як начальник розвідвідділу 1-го батальйону Ессекського полку. За упіймання декількох керівників ІРА він став Офіцером Ордена Британської імперії. ІРА оголосила за його голову нагороду в 1000 фунтів стерлінгів, і на його життя відбулося кілька безуспішних замахів.

### Офіцер штабу
З 1923 по 1924 рік Артур Персіваль навчався в штабному коледжі в Камберлєї, графство Суррей, яким на той час керував генерал Едмунд Айронсайд. Персіваль справив хороше враження на інструкторів, які внесли його до списку восьми випускників, рекомендованих для якнайшвидшого просування по службі. Ставши майором в Чеширському полку, він потім прослужив чотири роки офіцером штабу в нігерійському полку, який входив в Королівські Західноафриканські прикордонні сили. У 1929 році він отримав тимчасове звання підполковника.

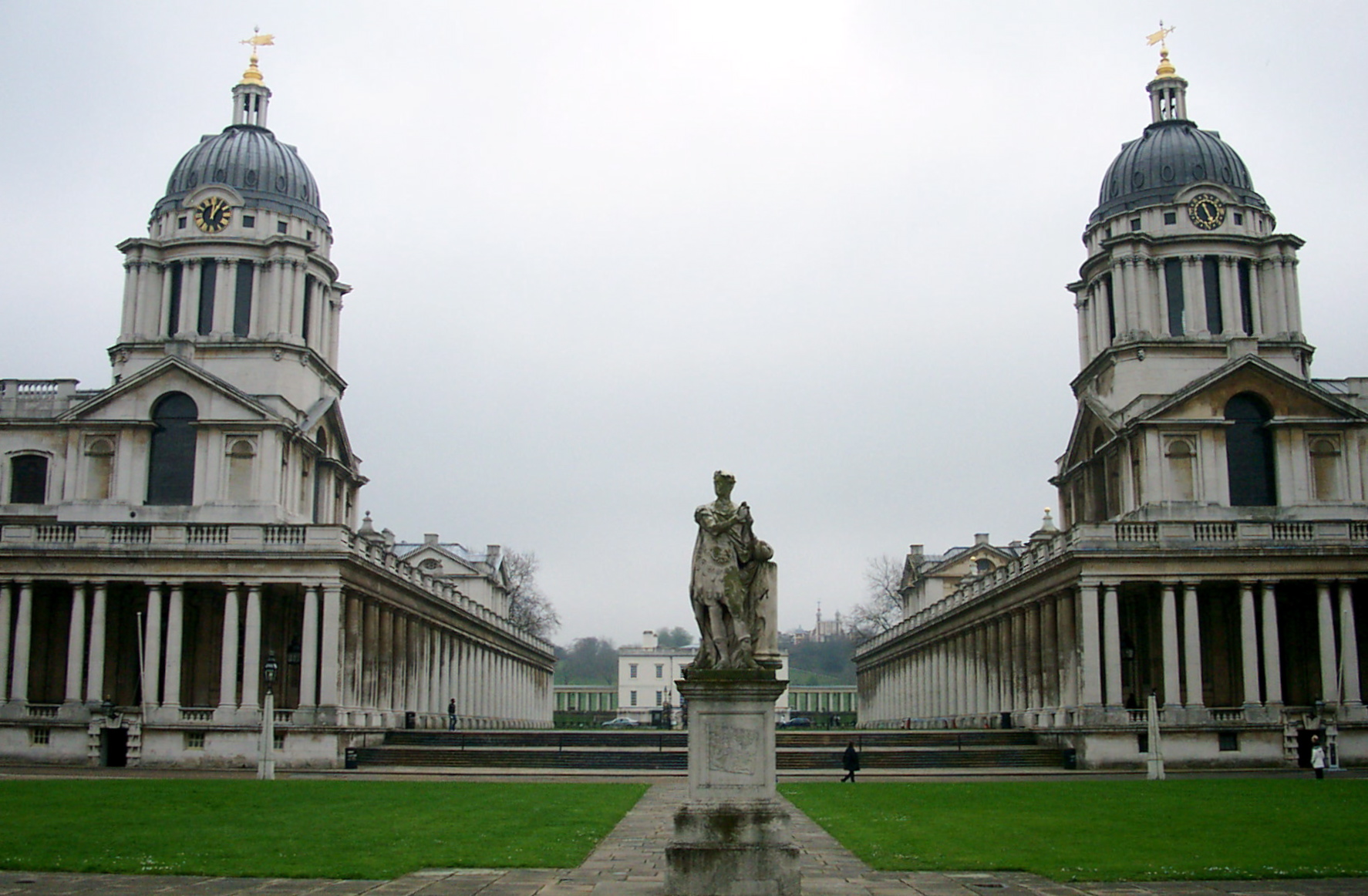
The Royal Naval College, де Персіваль навчався в 1930 році

 У 1930 році Артур Персіваль вступив в Королівський військово-морський коледж в Гринвічі, після річної навчання в якому став Офіцером Генерального штабу 2-го розряду. З 1931 по 1932 рік він працював інструктором в штабному коледжі. Комендант Коледжу, генерал сер Джон Ділл став його покровителем на наступні десять років, і допомагав просуванню Персиваля по службі. За допомогою Ділла Персіваль отримав призначення в 2-й батальйон Чеширського полку, де служив з 1932 по 1936 роки. У 1935 році він вступив до Імперський коледж оборони. 
У березні 1936 року Артур Персіваль став полковником, і до 1938 року як офіцер Генерального штабу 1-го розряду працював начальником штабу генерала сера Вільяма Добі, який очолював Малайське командування. Під час служби в Малаї Персіваль прийшов до висновку, що Сінгапур не є ізольованою фортецею, і розглянув можливість висадки японців в Таїланді («щоб увійти до Малаї через задні двері»). Він підтримав так і залишився нереалізованим план генерала Доббі з будівництва оборонних споруд в Південному Джохорі. У березні 1938 року Персіваль повернувся до Великої Британії і був тимчасово підвищений до звання бригадира Генерального штабу.

## Друга світова війна

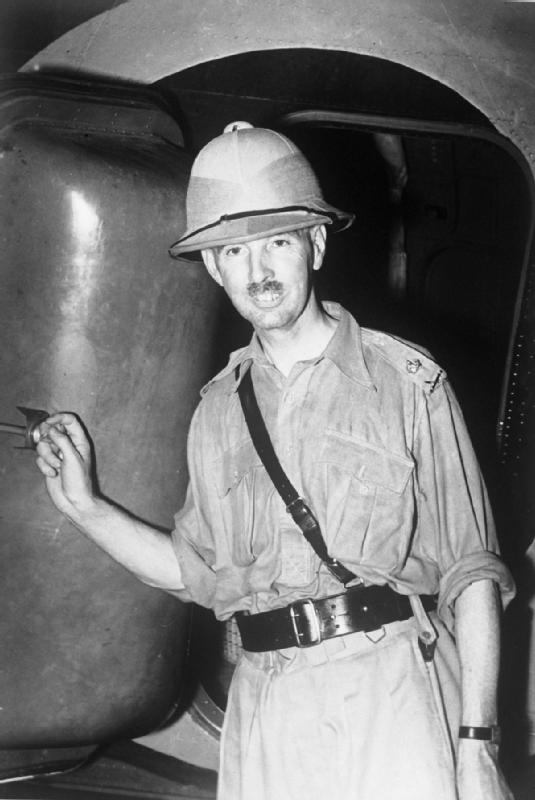
Генерал-лейтенант Персіваль прибуває літаком в Сінгапур в 1941 році як новий генеральний командувач Малаї

Після початку Другої світової війни Персіваль служив з 1939 по 1940 роки бригадиром Генерального штабу при I-му корпусі Британського експедиційного корпусу у Франції, яким командував генерал Дилл. Він був проведений в генерал-майори, а в лютому 1940-го на короткий час став командувачем 43-й (Уессекської) дивізією. У 1940 році він став асистентом Начальника Імперського генерального штабу, але після катастрофи під Дюнкерком його попросили повернутися до служби у військах. Отримавши під командування 44-ю дивізію (територіального ополчення), він провів 9 місяців, займаючись підготовкою виділених йому 100 кілометрів узбережжя до оборони від потенційного німецького вторгнення. У 1941 році, з нагоди Дня народження Короля, Персіваль був проведений в Кавалери Ордену Лазні.
У квітні 1941 року Персіваль був підвищений до звання генерал-лейтенанти і призначений головнокомандувачем Малайського командування. Він покинув Британію на літаку-амфібії Short Sunderland, і відправився в двотижневу подорож через Гібралтар, Мальту, Олександрію (де йому довелося затриматися через Англо-іракської війни), Басру, Карачі до Рангуна, де пересів на транспорт КВВС. Після прибуття в Сінгапур Персіваль зайнявся навчанням індійських військ, які перебували в чому із зелених новобранців; більшість досвідчених офіцерів через розширення Індійської армії були відкликані для формування нових підрозділів. Облетівши Малайський півострів на комерційному літаку, який входив до складу добровольчих ВПС (Королівських ВПС не вистачало), він намітив будівництво укріплень в районі Джітри.
8 грудня 1941 японська 25-я армія під командуванням Томоюки Ямасити почала висадку на узбережжі Малайського півострова. За півтора місяця японці зайняли всю Малаю, і Персіваль був змушений 27 січня 1942 року скомандувати відступ через Джохорску протоку на острів Сінгапур. Вузька смужка води не зупинила японців, і 6 лютого вони висадилися в північно-західній частині острова. Після тижня боїв Персіваль погодився на капітуляцію, так як запаси боєприпасів підходили до кінця, і не вистачало води; Персіваль не знав, що у японців боєприпаси теж були на межі.
Японці наполягли, щоб Персіваль особисто вийшов з білим прапором для переговорів. Після переговорів Персиваля і Ямасити, 15 лютого 1942 року всі сили Британської Співдружності в Сінгапурі капітулювали.
Деякий час Персіваль провів як ув'язнений у сінгапурської в'язниці Чангі, а в серпні 1942 року, разом з іншими британськими полоненими в ранзі від полковника і вище, Персіваль був вивезений на Формозу, а потім поміщений в табір в Маньчжурії. Разом з ним в одному таборі виявився американський генерал Джонатан Вейнрайт, що капітулював на Філіппінах.
У серпні 1945 року Персіваль разом з іншими ув'язненими був звільнений  радянськими військами, що наступали. Після присутності при церемонії підписання капітуляції Японії на борту лінкора «Міссурі» 2. вересня 1945, він разом з Вейнрайтом вилетів на Філіппіни, щоб прийняти капітуляцію місцевих японських військ у генерал-лейтенанта Ямашіта Томоюкі, якому колись здав Сингапур.

## Після війни
У вересні 1945 року Персіваль повернувся до Великої Британії; написаний ним для міністерства оборони звіт був опублікований лише в 1948 році. У 1946 році він пішов у відставку з почесним званням генерал-лейтенанта, проте пенсію отримував генерал-майора. Подальша його діяльність була пов'язана з графством Гартфордшир, де він жив, і Чеширським полком. У 1949 році він опублікував мемуари  «Війна в Малаї». На відміну від інших британських генерал-лейтенантів, Персіваль не проведений у лицарське звання.
Артур Персіваль був довічним президентом Асоціації далекосхідних військовополонених. На цій посаді він очолив організацію протестів проти фільму «Міст через річку Квай», що вийшов у 1957 році, домігшись, щоб у фільм було додано згадку про те, що сюжет є вигаданим і не заснований на реальних подіях.